# Luitré
Luitré (en bretó Loezherieg, en gal·ló Lutraé) és un municipi francès, situat a la regió de Bretanya, al departament d'Ille i Vilaine. L'any 2006 tenia 1.261 habitants.

## Demografia
| 1962                                       | 1968  | 1975  | 1982  | 1990  | 1999  |
| ------------------------------------------ | ----- | ----- | ----- | ----- | ----- |
| 1.174                                      | 1.154 | 1.010 | 1.160 | 1.258 | 1.186 |
| Des de 1962: població sense dobles comptes |       |       |       |       |       |

## Administració
| Període   | Identitat                       | Partit |
| --------- | ------------------------------- | ------ |
| 2001-2008 | Geoffroy du Plessis de Grenedan |        |
| 2008-     | Michel Balluais                 |        |